# Cauer (Bildhauerfamilie)

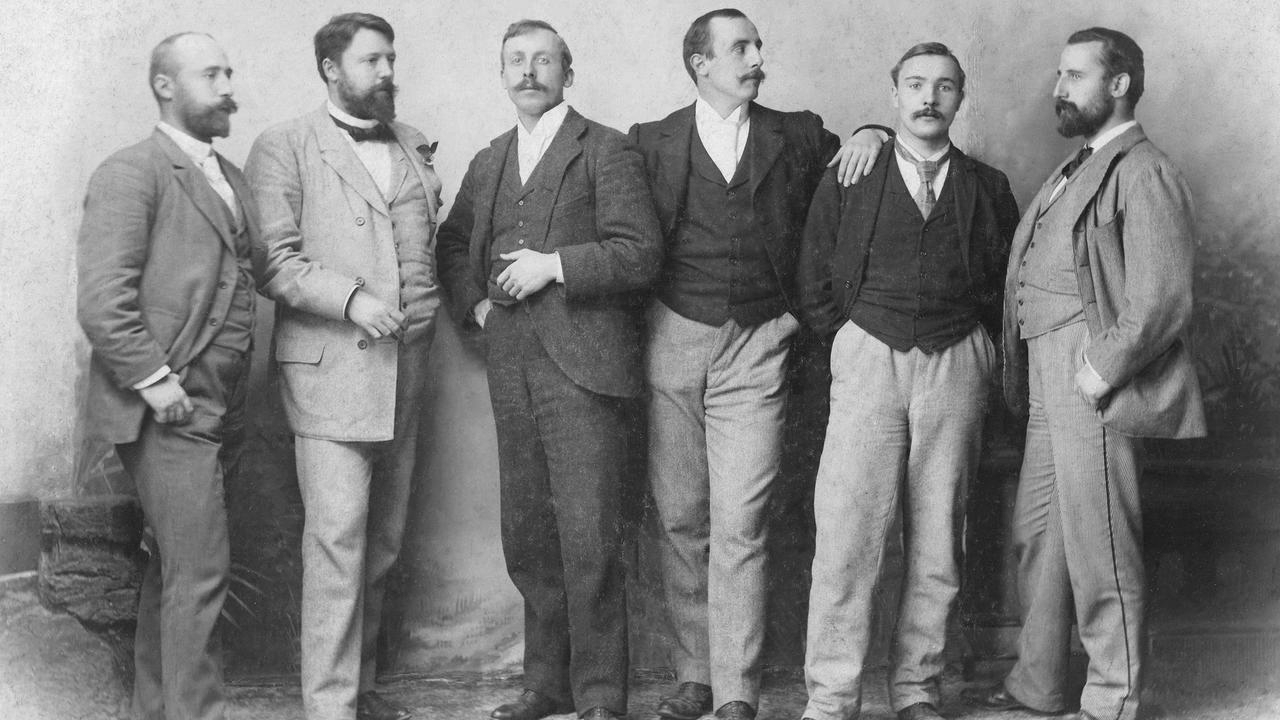
Hugo, Stanislaus, Ludwig, Emil (der Jüngere), Hans und Robert Cauer (der Jüngere), um 1899

Cauer ist eine deutsche Familie, die einige  Bildhauer im 19. und 20. Jahrhundert  hervorbrachte. 

## Geschichte
Familie
Der Bildhauer Emil Jacob Cauer (1800–1867) und seine Frau Luise Tilz (1799–1857) begründeten diese Familie. Sie ließen sich 1832 in Bad Kreuznach nieder, wo Emil seine Söhne Karl und Robert zu Bildhauern ausbildete. 
Karl erfand das  Elfenbeingips und baute  danach mit seinem Bruder das Unternehmen weiter aus. 1856 zog die Familie in ein  spätklassizistisches Haus in Bad Kreuznach, das fortan Wohn- und Arbeitsstätte der Familie wurde. Hier wurden bis zu 30 Mitarbeiter beschäftigt. Neben Marmorfiguren wurden vor allem Figuren aus Elfenbeingips gefertigt, die über Kataloge  in alle Welt vertrieben wurden. Daneben unterhielt Robert Cauer ein Atelier in Rom. 
Karl Cauer hatte mit seiner Frau Helene, die ebenfalls Bildhauerin war, fünf Söhne und zwei Töchter, die ebenfalls bildhauerisch tätig waren (außer einer Tochter). Hanna Cauer (1902–1989) war die erste weibliche Bildhauerin, die mit dem Rom-Preis ausgezeichnet wurde. Sie lebte bis 1989 im Cauer-Haus.
Ein weiterer Nachfahre ist der bekannte Theologe und Widerstandskämpfer Dietrich Bonhoeffer, ein Urenkel von Emil Cauers Tochter Anna von Kalckreuth. Ludwig Cauer (1792–1834), der älteste Bruder von Emil Cauer, begründete eine Gelehrtenfamilie. 
Cauer-Haus und Nachlass
Das Haus ging nach ihrem Tode an Ingeborg Best, die Vorsitzende der 1993 gegründeten Cauer-Gesellschaft über. Nach deren Tod  2011 wurde die Stiftung Cauer-Haus gegründet, die zur Deutschen Stiftung Denkmalschutz gehört, und seitdem das alte Haus und zahlreiche Werke der Cauer-Familie verwaltet.  
Im Familienarchiv der Gelehrtenfamilie Cauer in der Staatsbibliothek zu Berlin befinden sich auch einige Archivalien zu der Bildhauerfamilie.

## Familienmitglieder (Auswahl)
1. Emil Jacob Cauer (1800–1867), Bildhauer oo Luise Tilz (1799–1857), Tochter des Arztes Ludwig Tils[4]
  1. Karl Cauer (1828–1885), Bildhauer 
    1. Maria Helene Louise Mendelssohn geb. Cauer (1861–1928), Graphikerin, vh. mit Arnold Mendelssohn
    2. Robert Cauer der Jüngere (1863–1947), Bildhauer
      1. Walter Cauer (* 1905), Maler, Bildhauer und Grafiker

    3. Hugo Cauer (1864–1918), Bildhauer
      1. Hans Cauer (1899–1962), Chemiker

    4. Ludwig Cauer (1866–1947), Bildhauer
      1. Hanna Cauer (1902–1989), Bildhauerin
      2. Eduard Cauer (* 1905), Bildhauer und Maler
      3. Anna Cauer (* 1907)

    5. Emil Cauer der Jüngere (1867–1946), Bildhauer
    6. Anna Andres, geb. Cauer (1868–1922)
    7. Hans Cauer (1870–1900), Maler

  2. Robert Cauer der Ältere (1831–1893), Bildhauer
    1. Carl Cauer (1864–1870)
    2. Elise Oertel, geb. Cauer (1865–1919), vh. mit Richard Oertel
    3. Paul Cauer (1866)
    4. Stanislaus Cauer (1867–1943), Bildhauer
    5. Pauline Koch, geb. Cauer (1869–1953)
    6. Rudolf Cauer (1876–1948), Augenarzt
      1. Helmut Cauer (1906–1945), Architekt, Maler, Bildhauer

    7. Helene Bock, geb. Cauer (1872–1927)
    8. Friedrich Cauer (1874–1945), Maler und Bildhauer
    9. Luise Hermeskeil, geb. Cauer (1881–1940)

  3. Anna Gräfin von Kalckreuth (1829–1881), vh. mit Stanislaus von Kalckreuth
    1. (Urenkel) Dietrich Bonhoeffer, Theologe und Widerstandskämpfer

  4. Marie Rüpell (1832–1914)
  5. Pauline Cauer (1834–1869)